# The Chemical Brothers
 (транскр.  Кемикал брадерс) енглески је дуо који ствара и изводи електронску музику.

## Каријера
Дуо су основали Ед Симонс и Том Роуландс у Манчестеру. Првобитни назив групе је био The Dust Brothers, али је 1995. промењен услед правних проблема. Сматрају се једнима од пионира музичког правца биг бит.

## Дискографија

### Студијски албуми
- (1995)
- (1997)
- (1999)
- (2002)
- (2005)
- (2007)
- (2010)
- (2015)
- (2019)

### издања
- (1994)
- (1994)
- (1996)
- (2000)
- (2002)

### Саундтрек албуми
- Хана (2011)

### Компилације
- (1998)
- (2003)
- (2008)

## Награде и номинације
| Година | Категорија   | Номиновано дело | Исход      |
| ------ | ------------ | --------------- | ---------- |
| 1997.  | Албум године |                 | Номинација |
| 1999.  | Албум године |                 | Номинација |

| Година | Категорија    | Номиновано дело | Исход    |
| ------ | ------------- | --------------- | -------- |
| 1999.  | Најбољи албум |                 | Освојено |
| 2010.  | Кју херој     | —               | Освојено |

| Година | Категорија                            | Номиновано дело | Исход      |
| ------ | ------------------------------------- | --------------- | ---------- |
| 1998.  | Најбољи албум алтернативне музике     |                 | Номинација |
| 2006.  | Најбољи албум денс/електронске музике |                 | Освојено   |
| 2008.  | Најбољи албум денс/електронске музике |                 | Освојено   |
| 2011.  | Најбољи албум денс/електронске музике |                 | Номинација |
| 2013.  | Најбољи албум денс/електронске музике |                 | Номинација |
| 2016.  | Најбољи албум денс/електронске музике |                 | Номинација |
| 2020.  | Најбољи албум денс/електронске музике |                 | Освојено   |

## Наступи у Србији
| Датум         | Место    | Простор                 | Напомене                 | Изв.        |
| ------------- | -------- | ----------------------- | ------------------------ | ----------- |
| 13. јун 2007. | Београд  | Београдска арена        | —                        | [ 2 ] [ 3 ] |
| 11. јул 2010. | Нови Сад | Петроварадинска тврђава | у оквиру фестивала Егзит | [ 4 ] [ 5 ] |